# Рекс Тіллерсон
Рекс Вейн Тіллерсон (англ. Rex Wayne Tillerson; нар. 23 березня 1952) — американський підприємець, індустріальний менеджер та політик, головний виконавчий директор і голова ради директорів нафтової корпорації ExxonMobil. У грудні 2016 року номінований на посаду державного секретаря обраним президентом США Дональдом Трампом. Державний секретар США (з 1 лютого 2017 до 31 березня 2018).

## Ранні роки і початок кар'єри
Ріс в Оклахомі і Техасі. 1975 року закінчив Техаський університет в Остіні, де вивчав інженерну справу (в університетські роки перебував в студентському братстві Alpha Phi Omega, куди до 1968 року приймали тільки бойскаутів. Відразу почав кар'єру в Exxon на промислах, до середини 1980-х очолював службу розвитку бізнесу в газовому департаменті корпорації.

## Ділова кар'єра
2001 року став старшим віцепрезидентом ExxonMobil, 2004 року увійшов до ради директорів корпорації, з січня 2006 року — голова ради директорів і CEO ExxonMobil. 14 грудня 2016 року корпорація оголосила про відставку Тіллерсона й вступ на посаду з 1 січня 2017 року його наступника — Даррена Вудса.
Згідно з документами, наданими німецькій газеті Süddeutsche Zeitung анонімним джерелом, 1998 року Тіллерсон став директором зареєстрованої на Багамських островах російсько-американської компанії Exxon Neftegas (за даними самої ExxonMobil, він залишив цю посаду 2006 року, коли очолив корпорацію).
У 1990-ті роки, будучи представником Exxon в Росії, Тіллерсон зіграв важливу роль в досягненні угоди по створенню міжнародного консорціуму для розробки нафтогазових родовищ «Сахалін-1», а 2007 року, вже очоливши корпорацію, зумів відстояти її інтереси в протистоянні з російськими властями і Газпромом. 2009 року забезпечив 30-мільярдний контракт Exxon з Катаром з виробництва зрідженого природного газу.
2011 року ExxonMobil підписала контракт на видобуток нафти в Іракському Курдистані, що порушувало закони Іраку й викликало роздратування Вашингтона.
Того ж 2011 року Exxon уклала угоду з корпорацією «Роснефть», відповідно до якого отримала доступ до нафтових запасів в російському секторі Арктики в обмін на інвестиції російської компанії в заморські проєкти Exxon. Цей контракт був заморожений після введення санкцій 2014 року, збитки американської компанії оцінюються приблизно в 1 млрд доларів, і Тіллерсон домагався скасування прийнятих рішень. За твердженням британської газети The Guardian, Тіллерсон особисто знайомий з главою «Роснефти» Ігорем Сечіним з 1990-х років, коли той працював у міській адміністрації Санкт-Петербурга (газета називає Сечіна найвпливовішою людиною в Росії після Путіна, 2014 року він потрапив під персональні санкції).
Тіллерсон домагався скасування заборони, що існувала протягом декількох десятиліть, на експорт сирої нафти з США, а також зняття обмежень на розвиток проєктів експорту зрідженого газу. Під керівництвом Тіллерсона ExxonMobil отримала 2014 року чистий прибуток, що становив 34 млрд доларів і сплатила 80 млрд доларів податків. Крім того, корпорація продовжувала співпрацю з «Роснефтью» після введення санкцій в 2014 році. Журнал Forbes за підсумками 2015 року помістив Тіллерсона на 25-те місце в рейтингу найбільш впливових людей світу (за підсумками 2014 року він посідав 20-те місце).
За відомостями того ж журналу, Тіллерсон володіє 2,6 млн акцій ExxonMobil, вартість яких за підсумками 2015 року склала близько 240 млн доларів, а дохід їхнього власника — 27 млн доларів.

## Досвід політики
На слуханнях в комісії Сенату з міжнародних справ 11 січня 2017 роки для затвердження держсекретарем. 2011 року зробив політичні пожертвування з власних коштів обсягом 42 800 доларів, при цьому вся сума надійшла до передвиборчих фондів республіканських кандидатів на виборах різного рівня, включно із сенатором Мітчем Макконнеллом і кандидата в президенти Мітта Ромні.
У грудні 2016 року Тіллерсона стали називати одним з можливих кандидатів на посаду державного секретаря США в майбутньому кабінеті Дональда Трампа. 6 грудня обраний президент провів особисту зустріч з Тіллерсоном в нью-йоркській «вежі Трампа», і ділове видання The Wall Street Journal висловило стурбованість можливим призначенням людини, що має «зв'язки з Путіним». За твердженнями близьких, Тіллерсон познайомився з Путіним в 1990-і роки, коли представляв інтереси «Exxon» в Росії. Колишній заступник міністра оборони США Джон Хамр називав Тіллерсона людиною, який спілкувався з Путіним частіше будь-якого іншого американця, за винятком Генрі Кіссінджера. Тіллерсон входить до ради піклувальників Центру стратегічних і міжнародних досліджень.
Журнал Newsweek нагадав, що 2006 року Royal Dutch Shell була змушена продати велику частину своєї частки в проєкті Сахалін-2 Газпрому, і що 2008 року British Petroleum розпродала свої російські активи після того, як російська влада відмовили у в'їзній візі її генеральному директору, а ФСБ провела рейди в офісах спільної TNK-BP (2013 року ці об'єкти перейшли у власність Роснефти), і навів думку Вільяма Браудера, що відсутність аналогічних проблем у ExxonMobil. Нагороджений російським орденом Дружби (2012) .